# Herman Jonker
H.H. (Herman) Jonker (Den Haag, 22 november 1948) is een Nederlands politicus van de PvdA.
Hij begon zijn loopbaan als adjunct-commies bij de Raad van State waar hij na verloop van tijd promoveerde via commies en afdelingshoofd tot directeur Ruimtelijke Ordening. Vanaf 1983 was hij voorzitter van de afdeling Gouda van de PvdA en in 1988 volgde zijn benoeming tot burgemeester van Vessem, Wintelre en Knegsel.
Op 16 september 1996 werd Jonker benoemd tot burgemeester van Hendrik-Ido-Ambacht. Hij volgde toen Jan Broekhuis op die burgemeester van Spijkenisse was geworden. In september 2008 is Jonker in Hendrik-Ido-Ambacht voor de tweede keer herbenoemd. In maart 2011 heeft hij aangegeven op 1 december van dat jaar vervroegd met pensioen te willen gaan. Begin 2012 werd hij opgevolgd door Jan Heijkoop.
In 2015 werd Jonker Ridder in de Orde van het Heilig Graf.